# 부르다 스타일

부르다 스타일의 로고

부르다 스타일(Burda Style)은 17개의 언어와 100개가 넘는 나라에서 발행되는 패션 잡지이다. 각 호는 그 달에 특집으로 된 모든 디자인의 패턴을 포함한다. 그 잡지는 후베르트 부르다 메디아에 의해 발행된다.